# 石原産業
石原産業株式会社（いしはらさんぎょう 英: ISHIHARA SANGYO KAISHA,LTD.）は、大阪府大阪市西区に本社を置く大手化学メーカーである。主力工場は三重県四日市市石原地区にあり、滋賀県草津市に中央研究所を持つ。

## 概要
1920年、創業者である石原広一郎が、南洋での鉱山開発を目的とした合資会社南洋鉱業公司を大阪に設立したのが始まり。その関連産業（海運、化学）に従事していたが、終戦により海外拠点を喪失。以降は日本に残った工場を元に化学企業として事業を続けている。
主力製品は二酸化チタンで、そのシェアは日本国内では1位、世界でも6位を占めている（2003年度）。収益の中心は農薬事業であり、自社開発した農薬を世界中で販売している。近年は医薬品にも事業展開している。
大輪会の会員企業である。

## 沿革
- 1919年 - マレー半島でゴム栽培事業を行っていた石原広一郎がジョホール州でスリメダン鉱山を発見[5]。
- 1920年 - マレーシアジョホール州スリメダン鉱山の開発のため、大阪市に合資会社南洋鉱業公司を設立。
- 1924年 - 鉱石輸送のため海運業にも進出[5]。
- 1929年 - 社名を石原産業海運合資会社に改称。
- 1934年 - 三重県に銅、黄銅鉱を採掘する紀州鉱山を開設。
- 1936年 - 関連会社として日本海運株式会社を設立。
- 1938年 - 四日市工場建設着手。
- 1941年 - 四日市工場完成[6]。
- 1942年 - 大阪アルカリ肥料株式会社を合併[7]。
- 1943年 - 海運業を分離し、日本海運と合併させて石原汽船株式会社として独立。石原産業株式会社に社名変更。
- 1949年 - 東京証券取引所、大阪証券取引所上場。
- 1954年 - 酸化チタン工場完成。
- 1972年 - 四日市公害裁判の被告として有罪判決[8]。
- 1978年 - 紀州鉱山を閉山。
- 1980年 - 石原産業事件。1968-69年に酸化チタン製造工程の廃硫酸を多量に含む排水（日量20万t）を四日市港に排出したことにより、当時の工場長2名が港則法違反などに問われ、有罪判決[5]。
- 1999年 - 四日市市で医薬品原体の生産開始。
- 2001年 - 遺伝子治療ビジネスに進出。
- 2008年 -土壌・地下水汚染の調査、修復に関する「環境専門委員会」を設置。
- 2008年 - 本社機能の一部を四日市工場に移転。

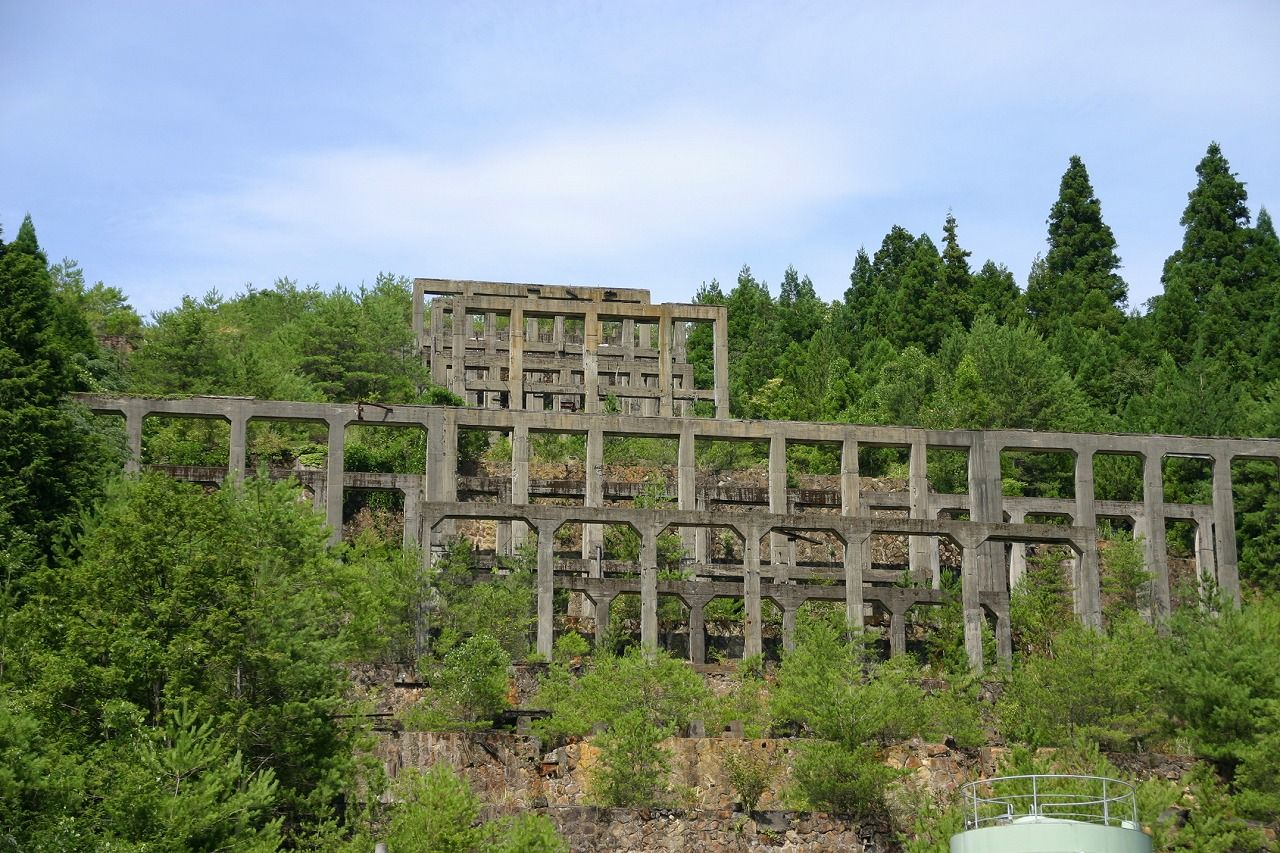
今も残る紀州鉱山跡

## 不祥事
四日市ぜんそくの被告6企業の一社で有罪となった。四日市ぜんそくが問題化していた1969年には、四日市港に強酸性溶液を垂れ流していた「石原産業事件」、2005年にはフェロシルトの大量不法投棄問題を引き起こした（関連文献）。
また2008年5月、一連の社内調査により数件の不正を公表した。主な不正の内容は下記の通り。
- 四日市市の工場にて、化学兵器の禁止及び特定物質の規制等に関する法律によって年間30t以上製造する場合は国への届出が義務付けられている毒性の高い物質「ホスゲン」の大量製造を無届けで行っていた。
- 地下水から環境基準500倍のヒ素が検出された。
- 廃棄物の放射線量が基準値を上回るにもかかわらず、三重県には基準を下回るようデータ改ざんし虚偽報告。
- 運搬船から液化アンモニアをパイプで工場内のタンクに搬入する際に発生する、パイプの中に残る気化したアンモニアガスを40年以上にわたり伊勢湾に放出。これを受け三重県と四日市市は5月15日、同工場に立入検査を実施した。また、四日市市保健所も5月29日、同工場に立入調査を実施した。

経済産業省は「ホスゲン」無届け製造が上記法律に違反する疑いもあると見て対応を検討していたが、5月30日、違反が行われたと判断し、三重県警察四日市南警察署に刑事告発した。
これをうけ三重県警察は6月2日、本社及び四日市工場の家宅捜索を実施した。その結果、2009年3月18日に罰金30万円（工場長は20万円）の略式命令を受け、その責任を取る形で四日市工場の工場長が3月末で辞任した。
また、フェロシルト不法投棄問題に関連して、同社と株主3人が、同社の旧経営陣並びに、元工場長の遺族らに対し、同社に撤去費用などの支払いを求め訴訟を提起。2012年6月29日に大阪地裁は、485億8,400万円の支払いを旧経営陣らに命じた。

## 関連会社

### 国内
- 石原テクノ株式会社
- 石原バイオサイエンス株式会社
- 石原エンジニアリングパートナーズ株式会社
- 富士チタン工業株式会社
- 四日市エネルギーサービス株式会社 （石原産業株式会社に吸収され消滅済み）[12]

### 海外
- ISK SINGAPORE PTE.LTD.
- ISK AMERICAS INCORPORATED
- ISK BIOSCIENCES CORP.
- ISK BIOCIDES, INC.
- ISK MAGNETICS, INC.
- ISHIHARA CORPORATION U.S.A.
- ISK BIOSCIENCES EUROPE N.V.
- 台湾石原産業股份有限公司

## 関連文献
- 田尻宗昭『公害摘発最前線』（岩波書店 1980/02 B000J8AIKU）
- 田尻宗昭『四日市・死の海と闘う』（岩波書店 2002/06 ISBN 978-4004111160）
- 杉本裕明『赤い土・フェロシルト―なぜ企業犯罪は繰り返されたのか』（風媒社 2007/11 ISBN 978-4833110785）
- ましこ・ひでのり「偽装リサイクル製品としてのフェロシルトと不法投棄の隠蔽工作」大橋博明ほか『地域をつくる』（勁草書房 2008/04 ISBN 978-4326848645）